# Mitteldeutscher Rundfunk
Центрально-Германское радио (нем. Mitteldeutscher Rundfunk, MDR) — некоммерческое государственное учреждение с правом самоуправления, существующее с 1991 года.

## Телевещательная деятельность учреждения
Учреждение ведёт или вело:
- с 1 января 1992 года — вещание по немецкой 1-й программе[10] в Германии (телепрограмме «Даз Эрсте» («Das Erste»)) (совместно с вещательными организациями других земель);
- в 1992-1999 гг. — совместные дополуденные передачи по немецким 1-й и 2-й телепрограммам (совместно с вещательными организациями других земель и Вторым германским телевидением);
- в 1992-1993 года — центрально-германские местные передачи по немецкой 1-й телепрограмме («МДР фор ахт им Эрсте» («MDR vor acht im Erste»)).
- с 1 января 1992 года - вещание по центрально-германской 3-й телепрограмме (телепрограмме «МДР Фернзеен» («MDR Fernsehen»));
- с 1 декабря 1993 года — вещание по международной телепрограмме[11] «3 Зат» («3sat») (совместно с вещательными организациями других земель, Вторым германским телевидением и Швейцарским обществом радиовещания и телевидения);
- с 1992 года — вещание по международной телепрограмме «Арте» («Arte») (совместно с вещательными организациями других земель, Вторым германским телевидением, компанией «Арте Франс» и группой экономических интересов «Арте»), до 30 ноября 1993 года называвшейся «АйнсПлюс»;
- с 30 августа 1997 года — вещание по немецкой информационной телепрограмме «Тагессшау 24» («tagesschau24») (совместно с вещательными организациями других земель), до 30 апреля 2012 года называвшейся «АнйсЭстра» (EinsExtra);
- с 30 августа 1997 года — вещание по немецкой молодёжной телепрограмме «Ван» («One») (совместно с вещательными организациями других земель), до 3 сентября 2016 года называвшейся «АйнсФестиваль» (EinsFestival);
- с 1 января 1997 года — вещание по немецкой детской телепрограмме «КИКА» («KiKA») (совместно с вещательными организациями других земель и Вторым германским телевидением);
- с 7 апреля 1997 года — вещание по немецкой парламентской телепрограмме «Феникс» («Phoenix») (совместно с вещательными организациями других земель и Вторым германским телевидением);
- Телетекст саксонской, саксен-анхальтской и тюрингской 3-й программы «МДР-Текст» («MDR-Text»)
- Телетекст телепрограммы «КиКА-Текст» («KiKA-Text»)
- поставку материалы для прочих рубрик телетекста 1-й программы.

## Радиовещательная деятельность организации
Учреждение ведёт:
- с момента основания учреждения — вещание по саксонской 1-й (информационной, общественно-политической и художественной) радиопрограмме (радиопрограмме «МДР Захсен» («MDR Sachsen»)), звучащей на ультракоротких волнах;
- с момента основания учреждения — вещание по саксен-ангальтской 1-й (информационной, общественно-политической и художественной) радиопрограмме (радиопрограмме «МДР Захсен-Анхальт» («MDR Sachsen-Anhalt»)), звучащей на ультракоротких волнах;
- с момента основания учреждения — вещание по тюрингской 1-й (информационной, общественно-политической и художественной) радиопрограмме (радиопрограмме «МДР Тюринген» (MDR Thüringen)), звучащей на ультракоротких волнах;
- с момента основания учреждения — вещание по центрально-германской 2-й (информационно-музыкальной) радиопрограмме (радиопрограмме «МДР ДЖУМП» («MDR JUMP»)), до 1 января 2000 года называвшейся «МДР Лайв» (MDR Life), звучащей на ультракоротких волнах;
- с момента основания учреждения — вещание по центрально-германской 3-й (информационной и художественной) радиопрограмме  (радиопрограмме «МДР Культур» («MDR Kultur»), в 2004-2016 гг. называвшейся «МДР Фигаро» (MDR Figaro), звучащей на ультракоротких волнах;
- с момента основания учреждения — вещание по центрально-германской информационной радиопрограмме (радиопрограмме «МДР Актуэлль» («MDR Aktuell»)), до 2 мая 2016 года называвшейся «МДР Инфо» (MDR Info), звучащей в крупных городах этих земель на ультракоротких волнах, а до 6 мая 2013 года в большинстве районов этих земель также и на средних волнах;
- С 2011 года — ночные передачи (ночную радиопрограмму «АРД-Хитнахт» («ARD-Hitnacht»)) по программам «Байерн 1» (баварская 1-я программам), «Антенне Бранденбург» (бранденбургская 1-я программа), «МДР Тюринген» (тюрингская 1-я программа), «МДР Захсен» (саксонская 1-я программа), «МДР Захсен-Анхальт» (саксен-анхальтская 1-я программа), ранее также по программам «ХР 1» (гессенская 1-я программа) и «РББ 88,8» (берлинская 1-я программа), кроме новостей которые подготавливаются Северо-Германским радио;
- C 1959 до 2011 года при еженедельном чередовании с вещательных организаций других земель вела ночные передачи по ряду земельных радиопрограмм (радиопрограмме «АРД-Нахтэкспресс» («ARD-Nachtexpress»));
- с 1 мая 1993 года — вещание по центрально-германской молодёжной радиопрограмме (радиопрограмме «МДР Шпутник» («MDR Sputnik»)), звучащей в крупных городах этих земель на ультракоротких волнах;
- с 6 мая 2002 года — вещание по центрально-германской специализированной радиопрограмме «МДР Классик» («MDR Klassik»), звучащей на ультракоротких волнах только по системе «ДАБ»;
- с 2 сентября 2016 года вещание по центрально-германской специализированной радиопрограмме «МДР Шлягервельт» («MDR Schlagerwelt»), звучащей на ультракоротких волнах только по системе «ДАБ»;
- с 3 декабря 2018 года вещание по центрально-германской детской радиопрограмме в землях Саксония, Саксония-Анхальт и Тюрингия «МДР Твинс» («MDR Tweens»), звучащей на ультракоротких волнах только по системе «ДАБ».

## Деятельность учреждения в Интернете
Учреждение ведёт в Интернете:
- Сайт «mdr.de»;
- Сайт «kika.de»;
- Страницу «Дети» сайта «ard.de»;
- Страницы «MDR» и «MDR DOK» на сайте «youtube.com»;
- Страница «КИКА» на сайте «youtube.com»;
- Страница «КИКА» на сайте «facebook.com»;
- Страница «MDR» на сайте «twitter.com»;
- Страница «КИКА» на сайте «twitter.com».

Учреждение поставляет материалы для:
- Ведения страницы «Новости» сайта «ард.де»;
- Ведения сайта «тагессшау.де»;
- С 30 сентября 2016 года для ведения сайта «функ.нет»;
- Ведения страницы «Тагесшау» на сайте «youtube.com»;
- Ведения страницы «Тагесшау» на сайте «facebook.com»;
- Ведения страницы «Тагесшау» на сайте «twitter.com».

## Учредители
Учредителями организации являются земли Германии Саксония, Тюрингия и Саксония-Анхальт.

## Руководство
Руководство учреждением осуществляет:
- Совет Центрально-Германского радио (MDR-Rundfunkrat), не менее 6 членов назначается ландагами Саксонии-Анхальт, Саксонии и Тюрингии, 3 правительствами Саксонии-Анхальт, Саксонии и Тюрингии (правительство Тюрингии представляет государственный секретарь по делам СМИ), 23 — массовыми организациямиДоговор земель Саксония, Тюрингия и Саксония-Анхальт о радиовещании;
- Правление (Verwaltungsrat), назначавшееся Советом Центрально-Германского радио;
- Директор (Intendant), назначавшийся Советом Центрально-Германского радио.

## Подразделения
- Административная дирекция (Verwaltungsdirektion)
  - Управление финансов (HA Finanzen)
  - Управление администрации (HA Verwaltung)
- Юридическая дирекция (Juristische Direktion)
- Лейпцигская дирекция (Programmdirektion Leipzig)
  - Отдел планирования (Hauptredaktion Zentrale Programmkoordination und Sendeleitung)
  - Главная редакция информации (Hauptredaktion Information)
  - Главная редакция развлекательных программ (Hauptredaktion Unterhaltung)
  - Главная редакция телефильмов и детских программ (Hauptredaktion Fernsehfilm, Serie und Kinder)
  - Главная редакция спортивных программ (Hauptredaktion Sport)
  - Главная редакция детского телеканала
- Халльская дирекция (Programmdirektion Halle)
  - Главная редакция MDR Kultur (Hauptredaktion MDR KULTUR)
  - Главная редакция молодёжных программ (Hauptredaktion Junge Angebote)
  - Редакция образовательных и научных программ (Redaktion Wissen und Bildung)
  - Отдел MDR Klassik (MDR KLASSIK digital)
  - Главная редакция MDR Jump (Hauptredaktion MDR JUMP)
  - Дирекция художественных коллективов (HA MDR KLASSIK)
    - Оркестр центрально-немецкого радио (MDR Sinfonieorchester)
    - Хор MDR (MDR Rundfunkchor Leipzig)
    - Детский хор MDR (MDR Kinderchor).
- Саксонский дом радио
  - Главная редакция радиовещания, культуры и спорта (Hauptredaktion Hörfunk, Kultur und Sport)
  - Главная редакция телевидения и информации (Hauptredaktion Fernsehen und Information)
- Дом радио Саксонии-Анхальт
  - Главная редакция радиовещания (Hauptredaktion Hörfunk)
  - Главная редакция телевидения (Hauptredaktion Fernsehen und Online)
- Тюрингский дом радио
  - Главная редакция радиовещания (Hauptredaktion Hörfunk MDR Thüringen)
  - Главная редакция телевидения (Hauptredaktion Fernsehen)[12]
- Заграничные студии в:
  - Вашингтоне (совместная с BR, hr, SWR, WDR, NDR, rbb, MDR)
  - Нью-Дели (совместная с WDR, NDR, hr)
  - Шанхай (совместная с SWR)
  - Праге
  - Цюрихе
- Производственно-техническое управление (Betriebsdirektion)
  - Отдел планирования и контроля (HA Leistungs- und Kostenplanung, Controlling)
  - Служба медиапроизводства (HA Medienproduktion) - осуществляет техническую часть подготовки радио- и телепрограмм
  - Служба центрального производственного менеджмента (HA Zentrales Produktionsmanagement)
  - Служба технической инфраструктуры (HA Technische Infrastruktur)
  - Служба распространения программ (Programmverbreitung)
- На правах подразделений Центрально-Германского радио действуют часть местных бюро организации по сбору абонемента «АРД ЦДФ Дойчландрадио Байтрагссервис» (ARD ZDF Deutschlandradio Beitragsservice) расположенные на территории земель Тюрингия, Саксония и Саксония-Анхальт.

## Финансирование
Учреждение финансируется Рабочим сообществом государственных телецентров:
- в среднем на 86%[13] - за счёт абонемента (Rundfunkgebühr), собираемого организацией «АРД ЦДФ Дойчландрадио Байтрагссервис» со всех немецких граждан и (или) иностранцев, постоянно-проживающих на территории Германии, владеющими радиоприёмниками и (или) телевизорами после чего собранные средства разделяется между ARD, ZDF и Deutschlandradio, а затем уже внутри ARD разделяются между вещательными организациями отдельных земель;
- в среднем на 2%[13]  - за счёт доходов от продажи рекламного времени на 1-й телепрограмме компанией «АРД Медиа» и рекламного времени в радиопрограммах компанией «АС энд С Радио»;
- в среднем на 12% - за счёт продажи компанией «Дегето-Фильм» другим телеорганизациям прав на разовый показ детских телепередач правами на которые она обладает учреждение (как правило снятых по её заказу), издания их на видеоносителях, выдачи лицензий на производство по их мотивам других художественных произведений (сиквелов, приквелов, римейков, новеллизаций, комиксных адаптаций) и сопутствующей продукции.

## Профсоюзы
Работники Центрально-Немецкого вещания образуют Вещательный союз МДР Объединённого профсоюза сферы услуг (MDR ver.di Senderverband).

## Членство
С момента своего создания учреждение является членом международной организации «Европейский союз радиовещания».

## Активы
- программный радиотелецентр в Лейпциге (Funkhaus Leipzig);
- земельные программные радиотелецентры в Дрездене, Магдебурге и Веймаре (до 2000 года - в Эрфурте);
- авторские права на часть детских фильмов и телепередач (включая мультипликационные телефильмы и мультипликационные телесериалы), снятых как правило снятых по заказу компании «Дегето-Фильм» переданного в свою очередь от учреждения, включая удалённые из них сцены и черновики их сценариев;
- 100% капитала общества с ограниченной ответственностью «МДР Медиа» (MDR Media GmbH) - организации осуществляющей продажу рекламного времени между телепередачами и радиопередачами передаваемыми MDR, заказ производства телефильмов и телесериалов, продажу их другим телеорганизациям, заказ их записи на лазерные диски, лицензирования создания художественных произведений (книг, фильмов) по их мотивам, раннее общество с ограниченной ответственностью «МДР Вербунг» (MDR-Werbung GmbH), является участником следующих обществ с ограниченной ответственностью:
  - «Бавария Фильм» (Bavaria Film GmbH) (прочие участники - Юго-Западное радио, Западно-Германское радио, Баварское радио и Общество управления активами Свободного государства Бавария) - киностудия;
  - «Дегето Фильм»  (Degeto Film GmbH);
  - «АРД Медиа» (ARD Media GmbH);
  - «Саксония Медиа Фильмпродуктион» (Saxonia Media Filmproduktion GmbH) (ещё один участник - общество с ограниченной ответственностью «Бавария Фильм») - киностудия;
  - «Саксония Энтертейнмент» (Saxonia Entertainment GmbH) (единственный участник) - организация осуществляющая производство телешоу.

## Теле- и радиопередачи
Передачи телепрограммы «Даз Эрсте»
- Репортажи из заграницы выпусков новостей «Тагессшау» и телегазет «Тагестемен» и «Нахтмагацин»;
- Репортажи из заграницы спортивного тележурнала «Шпортшау»;
- Репортажи из заграницы ежедневного тележурнала «АРД-Моргенмагацин»;
- Репортажи из заграницы ежедневного тележурнала «АРД-Миттагсмагацин»;
- «ФАКТ» (FAKT) - общественно-политический тележурнал, выпускается по очереди с общественно-политическими тележурналами Баварского радио «Репорт Мюнхен» и Юго-Западного радио «Репорт Майнц»;
- «Плюсминус» (plusminus) - еженедельный тележурнал об экономике, выпускается по очереди с Баварским радио, Гессенским радио, Юго-Западным радио, Саарландским радио, Западно-Германским радио и Северо-Германским радио;
- «Бризант» (Brisant) - ежедневный тележурнал
- «ТТТ - титель, тезэн, темпераменте» (ttt – titel, thesen, temperamente) - еженедельный тележурнал о культуре, выпускается по очереди с Баварским радио, Гессенским радио, Западно-Германским радио, Радио Берлина и Бранденбурга и Северо-Германским радио;
- «Друкфриш» («Druckfrisch») - тележурнал о литературе, выпускается по очереди с Баварским радио, Западно-Германским радио, Гессенским радио и Северо-Германским радио;
- Feste der Volksmusik - музыкальная программа

Передачи телепрограммы «МДР Фернзеен»
См. ст. «МДР Фернзеен»
Передачи радиопрограммы «МДР Тюринген»
- Известия каждый час
- Johannes und der Morgenhahn — утренняя программа MDR Thüringen с 05.00 до 09.00
- MDR Thüringen mit Haase und Waage - дневная программа MDR Thüringen с 09.00 до 12.00
- Der Mittag — информационная программа MDR Thüringen с 12.00 до 15.00
- Ramm am Nachmittag - послеобеденная программа MDR Thüringen с 15.00 до 18.00
- Das Fazit vom Tag - информационная программа в 18.00-19.00
- MDR Thüringen am Abend - вечерняя программа с 19.00 до 23.00
- MDR-Musiknacht — ночная программа MDR Sachsen, MDR Sachsen-Anhalt, MDR Thuringen с 23.00 до 05.00

Передачи радиопрограммы «МДР Захсен-Анхальт»
- Известия каждый час
- Ihr Morgen — утренняя программа MDR Sachsen-Anhalt с 05.00 до 10.00
- Ihr Tag — дневная программа MDR Sachsen-Anhalt с 10.00 до 12.00
- Ihr Nachmittag - послеобеденная программа в 14.00-17.00
- Mittagsreport - информационная программа MDR Sachsen-Anhalt в 12.00-14.00
- Tagesreport - информационная программа MDR Sachsen-Anhalt в 17.00-19.00
- MDR-Musiknacht — ночная программа MDR Sachsen, MDR Sachsen-Anhalt, MDR Thuringen с 23.00 до 05.00

Передачи радиопрограммы «МДР Захсен»
- Известия каждый час
- Guten Morgen Sachsen — утренняя программа MDR Sachsen с 05.00 до 09.00
- Der Tag — дневная программа MDR Sachsen с 10.00 до 13.00
- Der Nachmittag - послеобеденная программа MDR Sachsen с 14.00 до 18.00
- Aktuell - информационная программа в 13.00-14.00 и 18.00-19.00
- Aufgefallen - вечерняя программа MDR Sachsen с 20.00 до 23.00
- MDR-Musiknacht — ночная программа MDR Sachsen, MDR Sachsen-Anhalt, MDR Thuringen с 23.00 до 05.00

Передачи радиопрограммы «МДР Джамп»
- Die MDR JUMP Morningshow - утренняя программа MDR JUMP
- MDR JUMP am Mittag - дневная программа MDR JUMP
- ARD-Popnacht — ночная программа MDR JUMP, совместное производство c BR, hr, SWR, WDR, SR, RB, NDR, RBB
- Известия каждый час

Передачи радиопрограммы «МДР Культур»
- MDR Kultur am Morgen - утренняя программа MDR Kultur
- MDR Kultur am Mittag - дневная программа MDR Kultur
- ARD-Nachtkonzert — ночная программа MDR Kultur, совместное производство c BR, hr, SWR, WDR, SR, RB, NDR, RBB
- Известия ежечасно

Передачи радиопрограммы «МДР Шпутник»
- Известия ежечасно

Передачи радиопрограммы «МДР Актуэлль»
- ARD-Infonacht — ночная программа MDR-Aktuell, совместное производство c BR, hr, SWR, WDR, SR, RB, NDR, RBB

## Цифровое вещание MDR

### Цифровое телевидение MDR
Эфирное:
- Региональный мультиплекс ARD в Саксонии включает в себя MDR Fernsehen, WDR Fernsehen, BR Fernsehen, RBB Fernsehen[14]
- Региональный мультиплекс ARD в Тюрингии включает в себя MDR Fernsehen, BR Fernsehen, hr fernfehen, RBB Fernsehen[15]
- Региональный мультиплекс ARD в Саксонии-Анхальте включает в себя MDR Fernsehen, BR Fernsehen, NDR Fernsehen, RBB Fernsehen[16]

Спутниковое:
- Транспондер 10891 Гц (спутник Astra 1M) — MDR Fernsehen HD, RBB Fernsehen HD, hr fernsehen hd
- Транспондер 12110 Гц (спутник Astra 1M) — MDR Fernsehen, RBB Fernsehen, NDR Fernsehen, SWR Fernsehen
- Транспондер 12266 Гц (спутник Astra 1M) — MDR 1 Sachsen, MDR 1 Sachsen-Anhalt, MDR 1 Thueringen, MDR Jump, MDR Kultur, MDR Aktuell, MDR Klassik[17]

### Цифровое радио MDR
- Мультиплекс 9A включает в себя MDR Sachsen, MDR JUMP, MDR Kultur, MDR Aktuell, MDR Sputnik[18]
- Мультиплекс 8B включает в себя MDR Thüringen, MDR JUMP, MDR Kultur, MDR Aktuell, MDR Sputnik[19]
- Мультиплекс 6B включает в себя MDR Sachsen-Anhalt, MDR JUMP, MDR Kultur, MDR Aktuell, MDR Sputnik[20]